# عملية قادر
عملية قادر (بالفارسية: عملیات قادر) وهي عملية هجومية إيرانية قامت بها من قوات القوات المسلحة الإيرانية وبمشاركة فعالة من قبل قوات الحرس الثوري الايراني والقوات الجوية خلال الحرب العراقية الإيرانية .وتمت العملية العسكرية الإيرانية على 3 مراحل واستمرت لمدة شهرين مابين 15 يوليو إلى 9 سبتمبر من سنة 1985 .إستطاعت القوات الإيرانية خلال هذه العملية من السيطرة على المرتفاعت الجبلية المحاذية للحدود بين إيران والعراق وهي سرسبزستان، پیرکیم، حصاردوست، سرسپندار، کلازرده وبربرزین دوست والسيطرة على مساحة تقدر حوالي 250 كم مربع من الأراضي العراقية 